# Riverfront (Miami)
El Riverfront es un desarrollo urbano en el centro de Miami, Florida (Estados Unidos). El complejo está situado en la orilla norte del río Miami, en el Distrito Central de Negocios de Miami. El complejo tiene tres torres principales, «Mint» y «The Ivy» y «Wind». El más alto de los tres, Mint, es actualmente el sexto edificio más alto de Miami y Florida. Tiene 55 pisos y se eleva hasta los 192 m. 

## Historia
La hiedra se abrió en julio de 2008. Esta torre tiene 156 m de alto, y se eleva 45 pisos. Ivy y Mint son desarrollados por Key International. La tercera torre, Wind, fue desarrollada por Neo. "El viento", es un edificio de 45 plantas y 162 m, fue aprobado en 2006 por el ayuntamiento de Miami y la Administración Federal de Aviación, es la tercera torre en el complejo. La construcción comenzó en 2007 y la torre fue terminada 2009. 
La torre «Cima» fue propuesta para la esquina sureste del Complejo Riverfront pero nunca fue construida. Se propuso que comenzara en 2006 y se completara en 2008. La torre se propuso tener 471 unidades residenciales con una altura de 52 pisos. 
La fase final del desarrollo debía ser Riverfront Phase IV, un edificio de 22 pisos de 102 m que se habría localizado al oeste de las tres torres. El Riverfront Retail Center fue propuesto para conectar los edificios en las plantas inferiores y se dedicó al comercio minorista. Las torres se utilizaban para condominios, apartamentos y oficinas. El Riverwalk de Miami y la estación de metro de Riverwalk se habrían incorporado en el desarrollo. El complejo está bordeado por Southwest 3rd Street al norte, el Miami River al sur, Southwest 1st Avenue al este y Southwest 4th Avenue al oeste. Es servido por las estaciones Riverwalk y Miami Avenue Metromover, que conectan con el Metrorail en el Centro de Gobierno y las estaciones de Brickell. La arquitecta es Revuelta Vega León. 